# Leusderheide
De Leusderheide is een militair oefenterrein in de Nederlandse gemeente Leusden. Het ligt te midden van de Utrechtse Heuvelrug even ten zuiden van Amersfoort. Het gebied is nooit toegankelijk voor het publiek en maar beperkt vanaf de omringende wegen te overzien. Militairen oefenen er in het rijden met zware voertuigen, ook wordt er gebruikgemaakt van pyrotechnische middelen zoals losse patronen, seinpatronen, struikeldraadlichtseinen, kanonnabootsers en rook- en traangasgranaten.

## Vroege geschiedenis
Van een relatief dichte bevolking getuigen meerdere grafheuvels uit de late steen- tot bronstijd, met name ten zuidwesten en ten westen van de schietbanen. De toentertijd gebruikelijke brandcultuur zorgde geleidelijk voor een uitputting van de grond. Tevens werd veel hout gekapt, onder andere voor de winning van ijzeroer. Rond het jaar 1000 was al veel bos verdwenen.
Tijdens de middeleeuwen werd de Leusderheide gebruikt als gemeenschappelijke weide voor de boeren in Leusden. Door overbegrazing ontstonden uitgestrekte heide- en stuifzandvlakten. Omstreeks de dertiende eeuw werd ten behoeve van een beter beheer de marke "de Leusderberg" opgericht, ofwel de "Meent van de 26 hoeven". Tevens kwam het potstalsysteem in gebruik.

## Militair oefenterrein
In 1804 vestigde de Franse generaal De Marmont zich op de heide bij Austerlitz en Kamp Zeist. Hij liet zijn troepen op steeds wisselende plekken tentenkampen opzetten.
In 1887 verkocht de marke een gebied van 1000 ha aan de gemeente Amersfoort, en in 1889 hief de marke zich op. Het gebied werd in gebruik genomen als militair oefenterrein. Tijdens de Eerste Wereldoorlog werden in het noordoostelijke deel de huidige schietbanen aangelegd. Aanvankelijk was de militaire activiteit niet erg intensief, en werd een deel verhuurd aan de stichting Het Utrechts Landschap. Nog tot na de Tweede Wereldoorlog heeft er een schaapskudde rondgelopen.
Na 1954 begon de Nederlandse cavalerie hier in het kader van de Koude Oorlog intensief met tanks te oefenen. In de jaren 60 werden brede tankbanen aangelegd om de natuur nog enigszins te sparen. De Leusderheide was het vaste oefenterrein voor het op de Bernhardkazerne (Amersfoort) gelegerde cavalerieopleidingscentrum (OCC) en het in Soesterberg gelegerde 101 Tankbataljon Regiment Huzaren Prins Alexander. Sinds Nederland in 2011 besloot af te zien van het gebruik van tanks voor zijn verdediging, wordt het terrein tot heden steeds intensiever gebruikt door overige eenheden doordat defensie de eenheden heeft gecentraliseerd. Mede daardoor zijn met name in Amersfoort en Soesterberg veel eenheden geplaatst die allemaal gebruik maken van de Leusderheide.

## Tweede Wereldoorlog
Tijdens de Tweede Wereldoorlog zijn 265 Nederlandse en 101 slachtoffers uit de Sovjet-Unie en minstens 33 joden en 14 zieken zonder bekende doodsoorzaak en een vrouw die zelfmoord had gepleegd op de Leusderheide begraven.Zij zijn allen na de oorlog herbegraven.
Van de groep Nederlanders kwamen 122 mannen uit het verzet; van hen zijn er 33 op vliegbasis Soesterberg gefusilleerd en 15 bij Austerlitz. 
Van de Sovjet-slachtoffers, veelal afkomstig uit Centraal-Aziatische Republieken, waren 24 door uitputting overleden. De andere 77 werden op 9 april 1942 gefusilleerd.
| Datum      | Aantal | Verzetsmensen | Reden                          |
| ---------- | ------ | --- | ------------------------------ |
| 13-04-1942 | 8      | Willem Frederik Dolleman, Jan Edel, Cornelis Hermanus Gerritsen, Gerrit Jan Koeslag, Abraham Menist, Jan Schriefer, Henk Sneevliet, Rein Witteveen | Marx-Lenin-Luxemburg-front     |
| 29-12-1942 | 10     | Willem de Graaff, Barend Gerrit Hazenkamp, Frans Huijser, Adrianus Keizer, Antoon van der Kleij, Willem van Oort, Jan van Pelt, Martinus Rijken, Joseph Jacob Rozendaal, Gerard Wilschut | CPN                            |
| 29-12-1942 | 7      | Theodorus Bernhardus Drost, Jacobus Philippus Hoek, Willem Karel de Jongh, Klaas Kaspers, Hendrik Muije, Willem de Ruiter, Izaak Sies | Nederlandse Volksmilitie / CPN |
| 29-12-1942 | 14     | Franciscus Mattheus van den Acker, Gerrit van As, Pieter van As, Cornelis Johannes Aubert, Frederik Wilhelm baron van der Borch tot Verwolde, Johannes Faas, Martinus Johannes Wilhelmus Huijbers, Jan Kars, Philippus Wilhelmus Masselman, Jan Noordijk, Onbekende, Andries Stemerding, Gerrit Willem Surquin, Binne Veenstra | Leeuwengarde                   |
| 05-02-1943 | 2      | Krijn Breur, Elias Waas | Nederlandse Volksmilitie / CPN |
| 05-02-1943 | 18     | Gerardus Johannes Petrus Paulus Bastiaans, Robert Willem Douma, Willem Frederik Gerrese, Willem Johannes Gertenbach, Johan Frank Groeneveldt, Wibo Sjerp Lans, Adrianus Johannes van Leeuwen, Herman Jan Meinardi, Jacob Melkman, Albert Cornelis Nout, Lambert Gregoire Rima, Franciscus Robbe, Cosmo Medici Roeske, Johannes Cornelis Smits, Nicolaas Snijders, Willem Adolf de Tello, Julius Bernardus Varwijk, Jan Cornelis Zwanenburg | Het Parool                     |
| 08-04-1943 | 1      | Johannes Kibbel | CPN                            |
| 08-04-1943 | 3      | Hendrik van Kleef, Jan Dirk Nederlof , Andries van Zutphen | Nederlandse Volksmilitie / CPN |
| 08-04-1943 | 3      | Gerrit Jan Doornink, Arie de Leest, Louis Schrander | ?                              |
| 24-06-1943 | 8      | Johannes Hendricus van Dongen, Henri Pieter Drenth, Willem Hendrik 't Hart, Johannes Hovenkamp, Cornelis Louis Kist, Adriaan Cornelis Laurens Klerck, Laurens Melse, Cornelis Spaans | uitschakelen NSB'er Izak Daane |
| 14-07-1943 | 6      | Jacobus Florijn, Cornelis van der Kraats, Karel Meijer, Caspar Speksnijder en zijn broer Hendrik Speksnijder , Jacob Vleeschhouwer | Nederlandse Volksmilitie / CPN |
| 20-07-1943 | 2      | Jakob Rechter, Robert Blaauw | Engelandvaarder, verzetsman    |
| 29-07-1943 | 16     | Anton Abbenbroek, Lex Althoff, Christiaan Frederik van den Berg, Pim van Doorn, Fritjof Dudok van Heel, Rudolf Hartogs, Willem Hendrik Hertly, Johan de Jonge Melly, Eddy Latuperisa, Willem Mulder, Anthonius Cornelis Theodorus van Rijn, jonkheer Joan Schimmelpenninck, Joannes Aloysius van Straelen , Sieg Vaz Dias, Gerard Vinkesteijn, Abraham Wijnberg                                                                            | OD                             |
| 07-08-1943 | 1      | Adrien Lambert Jacques Emile Marie Moonen | betrokken bij de Ordedienst    |
| 17-07-1944 | 5      | Hendrik Johan Hensems, Hendrik Kip , Hendrikus Johannes Josephus Klute, Willem de Warle , Jan Wouters | represaille                    |
| 21-07-1944 | 8      | Johannes Antonie van Eldert , Ernest George van Geuns , Henricus Ignatius Linssen , Jozef Marius Rodriguez , Petrus Span, Christiaan Canisius Toussaint , Petrus Laurentius Treijtel , Arp Wagter | represaille                    |
| 08-09-1944 | 3      | Wilhelmus Franciscus ter Beek , A. Beuger , Albertus Lambregts | represaille                    |
| 09-09-1944 | 4      | Karel Frederik Klein , Cornelis Kosterman , Hendrik Antoine Marchal , Johannes Pierre Schneider | represaille                    |
| 24-09-1944 | 4      | Albertus Jacobus van der Baan , F.I. van Beynum, Gerardus Elzinga , Cornelis Has, Arie Jacobus Hendriks , Petrus Schol , Willem Schol , Willem Joseph Hubert Timmers | represaille                    |

## Natuur
In tegenstelling tot de omliggende particuliere landgoederen, die vanaf de negentiende eeuw grootschalig herbebost zijn, heeft de Leusderheide door het gebruik als militair oefenterrein zijn open karakter behouden. De Leusderheide wordt gekenmerkt door uitgestrekte heide- en open zandcomplexen, afgewisseld met loof- en naaldbos en waardevolle eikenstrubben. In het kader van de ontwikkeling van het Natuurnetwerk Nederland zijn een tweetal ecoducten aangelegd: ecoduct Leusderheide in het noordwesten over de A28, en ecoduct Treeker Wissel in het zuidoosten over de N227.
In bedrijf:
Breezand ·
Havelte Oost ·
Legerplaats Harskamp ·
Leusderheide ·
Marnewaard ·
Oirschotse Heide ·
Vliehors ·
Vrachelse Heide ·
Vughterheide ·
Witterveld ·
Woensdrechtse Heide

Voormalig:
De Strubben-Kniphorstbos ·
Ermelosche Heide ·
Gorsselse Heide ·
Noordsvaarder ·
Sterrenbos